# Tetraophthalmus
Tetraophthalmus is een kevergeslacht uit de familie van de boktorren (Cerambycidae). De wetenschappelijke naam van het geslacht werd voor het eerst geldig gepubliceerd in 1835 door Dejean.

## Soorten
Tetraophthalmus omvat de volgende soorten:
- Tetraophthalmus distinctus (Hintz, 1919)
- Tetraophthalmus leonensis (Breuning, 1956)
- Tetraophthalmus annamensis (Breuning, 1956)
- Tetraophthalmus batoeensis (Breuning, 1956)
- Tetraophthalmus bellus (Gahan, 1901)
- Tetraophthalmus bigemmatus (Thomson, 1865)
- Tetraophthalmus bimaculatoides (Breuning, 1971)
- Tetraophthalmus bimaculatus (Fabricius, 1793)
- Tetraophthalmus bipartitus (Thomson, 1865)
- Tetraophthalmus calopterus (Pascoe, 1860)
- Tetraophthalmus cinctus (Gahan, 1901)
- Tetraophthalmus contentiosus (Pascoe, 1867)
- Tetraophthalmus costipennis (Fisher, 1935)
- Tetraophthalmus cupripennis (Breuning, 1956)
- Tetraophthalmus dimidiatus (Gory, 1844)
- Tetraophthalmus episcopalis (Chevrolat, 1852)
- Tetraophthalmus fasciatus (Gahan, 1901)
- Tetraophthalmus flaviventris (Pascoe, 1867)
- Tetraophthalmus formosanus (Breuning, 1956)
- Tetraophthalmus fulgidior (Breuning, 1956)
- Tetraophthalmus fulgidus (Fabricius, 1801)
- Tetraophthalmus gemmulus (Thomson, 1865)
- Tetraophthalmus gibbicollis (Thomson, 1865)
- Tetraophthalmus holorufus (Breuning, 1968)
- Tetraophthalmus ignorantinus Thomson, 1857
- Tetraophthalmus janthinipennis (Fairmaire, 1895)
- Tetraophthalmus japonicus Thomson, 1857
- Tetraophthalmus laosensis (Pic, 1939)
- Tetraophthalmus lemoides (Thomson, 1865)
- Tetraophthalmus levis (Newman, 1842)
- Tetraophthalmus nigrinus Vives & Heffern, 2012
- Tetraophthalmus nigrofasciatus (Breuning, 1956)
- Tetraophthalmus nitens (Fabricius, 1801)
- Tetraophthalmus partitus (Gahan, 1901)
- Tetraophthalmus perplexus (Newman, 1842)
- Tetraophthalmus posticatus (Gahan, 1901)
- Tetraophthalmus pseudopartitus (Breuning, 1956)
- Tetraophthalmus purpureus (Pascoe, 1857)
- Tetraophthalmus sikanga (Gressitt, 1942)
- Tetraophthalmus splendidus (Fabricius, 1793)
- Tetraophthalmus stramineus (Pascoe, 1857)
- Tetraophthalmus terminatus (Pascoe, 1857)
- Tetraophthalmus velatus (Thomson, 1865)
- Tetraophthalmus violaceipennis Thomson, 1857
- Tetraophthalmus violaceoplagiatus (Breuning, 1956)